# Manu Vallejo
Manuel Javier Vallejo Galván (Chiclana de la Frontera, Cádiz, 14 de febrero de 1997), más conocido como Manu Vallejo, es un futbolista español. Juega como delantero y su equipo es la A. D. Ceuta F. C. de la Segunda División de España.

## Trayectoria
Ingresó en el Cádiz C. F. en el año 2014, jugando en el Balón de Cádiz, en el que duraría poco tiempo para ingresar en el Juvenil A del conjunto cadista donde solo duró un año y fue subido al Cádiz C. F. B, en el que jugaría 3 temporadas consiguiendo un ascenso a tercera división con el equipo filial, y en su tercera temporada como capitán del conjunto gaditano, ganó la liga y quedó muy cerca de ascender perdiendo en la final del play off contra la S. D. Ejea.
En esa temporada, fue convocado dos veces con el primer equipo y debutó en liga contra el Rayo Vallecano de Madrid al sustituir a Salvi Sánchez.
En el siguiente curso, fue convocado por Álvaro Cervera, entrenador del primer equipo, para realizar la preparación veraniega con el primer plantel. Hizo una buena pretemporada y la salida de Álvaro García Cantó al Rayo Vallecano y la necesidad de conseguir un extremo izquierdo le permitieron obtener ficha con el primer equipo.
Durante la liga, debutó de titular contra la Unión Deportiva Almería, en el que haría buen papel. Gracias a los primeros partidos de liga, Manu consiguió quedarse en el primer equipo y consiguió asentarse en la titularidad, anotar goles y asistencias prácticamente en cada partido.
Durante la temporada, fue fichado por el Valencia Club de Fútbol por una cantidad de 5,5 millones de euros más variables, aunque permaneció en el Cádiz, como cedido, durante lo que restaba de temporada.
Después de dos años y medio en Valencia, en los que jugó cincuenta partidos en Primera División, el 31 de enero de 2022 se fue cedido al Deportivo Alavés hasta final de temporada. Se desvinculó de la entidad valencianista el 1 de septiembre después de acordar su traspaso al Girona F. C., equipo con el que firmó por tres temporadas. La primera de ellas la terminó jugando a préstamo en el Real Oviedo, donde marcó cuatro goles en 16 partidos. La siguiente campaña también fue cedido, en esta ocasión al Real Zaragoza.
El 20 de agosto de 2024 puso fin a su etapa como jugador del Girona F. C. y fichó por el Racing Club de Ferrol. Allí estuvo un año y en julio de 2025 se unió a la A. D. Ceuta F. C.

## Selección nacional
El 21 de marzo de 2019 debutó con la selección sub-21 al ingresar al campo sustituyendo a Carlos Soler en un amistoso ante Rumanía en el que jugó 12 minutos. Cuatro días más tarde, jugaría de nuevo otro partido, esta vez contra Austria sub-21, jugando un total de 15 minutos. Fue convocado para jugar la Eurocopa Sub-21 de 2019 que se disputó en Italia y San Marino. Manu participó en el partido frente a Polonia sustituyendo a Dani Ceballos y que concluyó con un resultado de 5 a 0 favorable a España. No disputaría ningún minuto más, pero se hizo con el trofeo de campeón de Europa sub-21.

## Estadísticas

### Clubes
Actualizado al último partido disputado el 6 de abril de 2024.
| Club                            | Div.          | Temporada     | Liga  | Liga  | Copas nacionales | Copas nacionales | Copas internacionales | Copas internacionales | Total | Total |
| Club                            | Div.          | Temporada     | Part. | Goles | Part.            | Goles            | Part.                 | Goles                 | Part. | Goles |
| ------------------------------- | ------------- | ------------- | ----- | ----- | ---------------- | ---------------- | --------------------- | --------------------- | ----- | ----- |
| Cádiz C. F. Mirandilla · España | 3.ª           | 2014-15       | 6     | 1     | ―                | ―                | ―                     | ―                     | 6     | 1     |
| Cádiz C. F. Mirandilla · España | 7.ª           | 2015-16       | 9     | 8     | ―                | ―                | ―                     | ―                     | 9     | 8     |
| Cádiz C. F. Mirandilla · España | 3.ª           | 2017-18       | 36    | 19    | ―                | ―                | ―                     | ―                     | 36    | 19    |
| Cádiz C. F. Mirandilla · España | Total club    | Total club    | 51    | 28    | 0                | 0                | 0                     | 0                     | 51    | 28    |
| Cádiz C. F. · España            | 2.ª           | 2015-16       | 0     | 0     | 1                | 0                | ―                     | ―                     | 1     | 0     |
| Cádiz C. F. · España            | 2.ª           | 2017-18       | 1     | 0     | 0                | 0                | ―                     | ―                     | 1     | 0     |
| Cádiz C. F. · España            | 2.ª           | 2018-19       | 33    | 8     | 2                | 2                | ―                     | ―                     | 35    | 10    |
| Cádiz C. F. · España            | Total club    | Total club    | 34    | 8     | 3                | 2                | 0                     | 0                     | 37    | 10    |
| Valencia C. F. · España         | 1.ª           | 2019-20       | 11    | 2     | 0                | 0                | 2                     | 0                     | 13    | 2     |
| Valencia C. F. · España         | 1.ª           | 2020-21       | 30    | 5     | 3                | 1                | ―                     | ―                     | 33    | 6     |
| Valencia C. F. · España         | 1.ª           | 2021-22       | 9     | 0     | 2                | 1                | ―                     | ―                     | 11    | 1     |
| Valencia C. F. · España         | Total club    | Total club    | 50    | 7     | 5                | 2                | 2                     | 0                     | 57    | 9     |
| Deportivo Alavés · España       | 1.ª           | 2021-22       | 11    | 1     | ―                | ―                | ―                     | ―                     | 11    | 1     |
| Deportivo Alavés · España       | Total club    | Total club    | 11    | 1     | 0                | 0                | 0                     | 0                     | 11    | 1     |
| Girona F. C. · España           | 1.ª           | 2022-23       | 7     | 0     | 1                | 0                | ―                     | ―                     | 8     | 0     |
| Girona F. C. · España           | Total club    | Total club    | 7     | 0     | 1                | 0                | 0                     | 0                     | 8     | 0     |
| Real Oviedo · España            | 2.ª           | 2022-23       | 16    | 4     | ―                | ―                | ―                     | ―                     | 16    | 4     |
| Real Oviedo · España            | Total club    | Total club    | 16    | 4     | 0                | 0                | 0                     | 0                     | 16    | 4     |
| Real Zaragoza · España          | 2.ª           | 2023-24       | 29    | 2     | 1                | 0                | ―                     | ―                     | 30    | 2     |
| Real Zaragoza · España          | Total club    | Total club    | 29    | 2     | 1                | 0                | 0                     | 0                     | 30    | 2     |
| Total carrera                   | Total carrera | Total carrera | 198   | 50    | 10               | 4                | 2                     | 0                     | 210   | 54    |

## Palmarés

### Campeonatos nacionales
| Título                   | Club            | País   | Año     |
| ------------------------ | --------------- | ------ | ------- |
| Tercera División Grupo X | Cádiz C. F. "B" | España | 2017-18 |

### Campeonatos internacionales
| Título          | Equipo | Sede                | Año  |
| --------------- | ------ | ------------------- | ---- |
| Eurocopa Sub-21 | España | Italia y San Marino | 2019 |